# 6e division d'infanterie (Australie)
Pour les articles homonymes, voir 6e division.
La 6e division d'infanterie australienne est une division de l'armée australienne créé en 1917 et réactivée entre 1939 et 1946.

## Histoire

### Seconde guerre mondiale
La 6ème division arrive en Grèce fin mars et début avril 1941. Le 6 avril, les Allemands commencent à envahir la Grèce, en envoyant un total de 27 divisions. Les Australiens se battent alors contre la brigade Leibstandarte SS Adolf Hitler. Les alliés n'arrivent pas à stopper l'avance rapide des allemands vers Athènes. Le 27 avril, ils sont repoussés hors de Grèce.

Après s'être retirés de Grèce, certains éléments de la division sont évacués vers Alexandrie, et la plus grande partie de la 6ème division est envoyée en Crète.

Des soldats exténués de la 6ème division arrivent à Alexandrie. Huile sur toile de 1943 par Ivor Hele.

## Officiers commandants
| Date de début     | Date de fin       | Officiers commandants            |
| ----------------- | ----------------- | -------------------------------- |
| 13 octobre 1939   | 3 avril 1940      | Lieutenant-général Thomas Blamey |
| 4 avril 1940      | 13 août 1941      | Major-général Iven Mackay        |
| 14 août 1941      | 30 avril 1942     | Major-général Edmund Herring     |
| 1er mai 1942      | 13 septembre 1942 | Major-général Allan Boase        |
| 14 septembre 1942 | 14 mars 1943      | Major-général George Alan Vasey  |
| 15 mars 1943      | 26 juillet 1945   | Major-général Jack Stevens (en)  |
| 26 juillet 1945   | 30 novembre 1945  | Major-général Horace Robertson   |